# Batallón perdido (Primera Guerra Mundial)
El batallón perdido es el nombre dado a nueve compañías de la 77.ª División de Infantería estadounidense, aproximadamente 554 hombres, aislados por fuerzas alemanas durante la Primera Guerra Mundial, después de un ataque estadounidense en el bosque de Argonne en octubre de 1918. Aproximadamente 197 murieron en acción y 150 fueron declarados desaparecidos en acción o fueron tomados como prisioneros antes de que los 194 restantes fueran rescatados. Fueron dirigidos por el mayor Charles White Whittlesey.

## 77.ª División

### Unidades involucradas
- 306.º Regimiento de Infantería:
  - Compañías C y D
- 307.º Regimiento de Infantería:
  - Compañía K
- 308.º Regimiento de Infantería:
  - Compañías A,B,C,E,G,H

### Acción en el Argonne

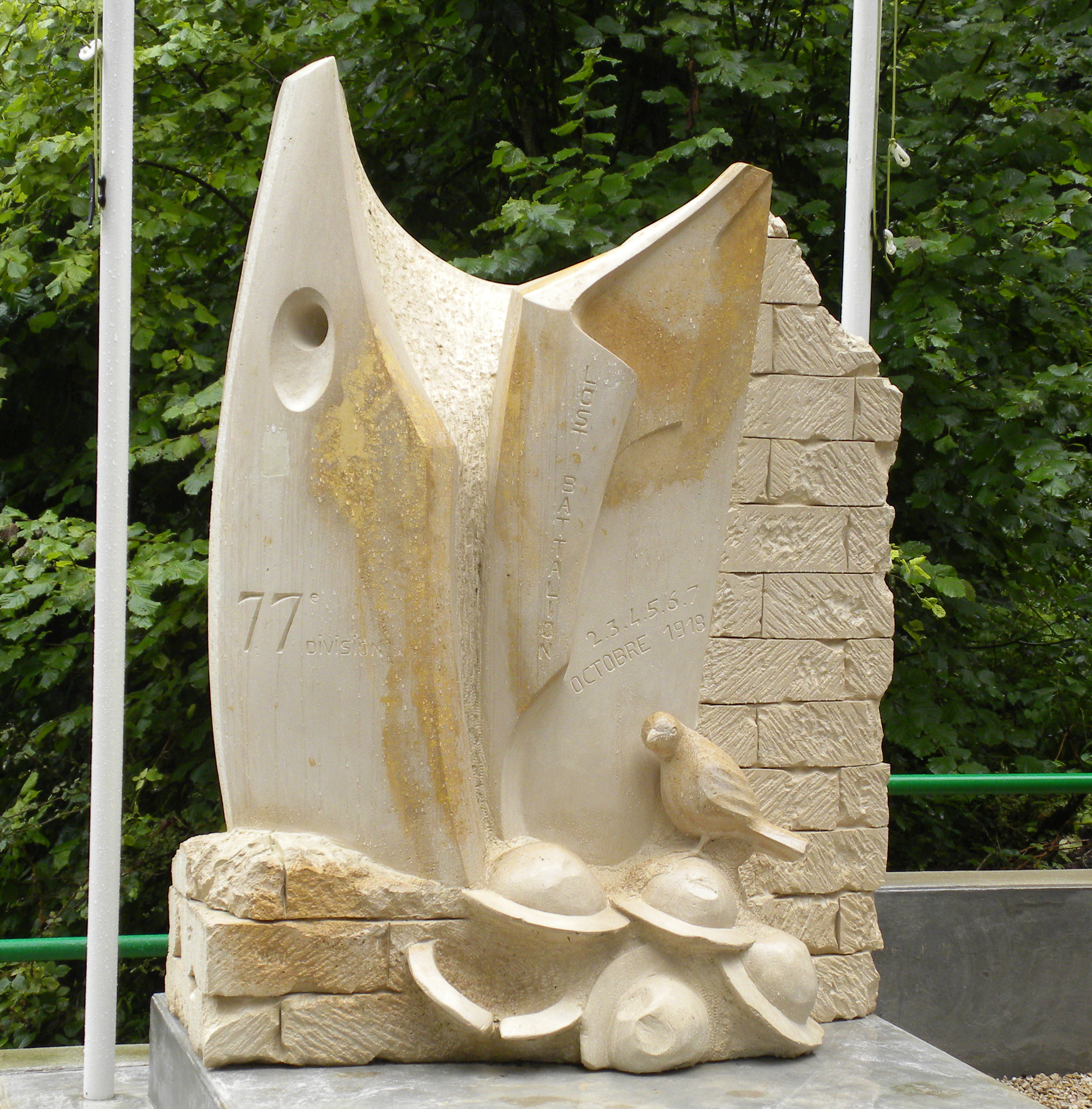

El 2 de octubre, la división avanzó rápidamente dentro del Argonne, bajo la creencia de que eran apoyados en el flanco izquierdo por fuerzas francesas y en el flanco derecho por dos unidades estadounidenses. La unidad de Whittlesey desconocía que el avance francés se había estancado. Sin conocimiento del estancamiento francés, la unidad avanzó más allá del resto de la línea aliada y de pronto se encontraron aislados y rodeados por fuerzas alemanas. Por los siguientes seis días, los hombres de la división fueron forzados a rechazar varios ataques alemanes, quienes vieron a esa pequeña unidad como una gran amenaza para toda la línea del frente. El batallón sufrió muchas penurias. Faltaba comida, y el agua estaba disponible solo arrastrándose bajo fuego enemigo hacia un arroyo cercano. Las municiones se terminaban. Fuego de artillería aliado cayó sobre su posición, la cual estaba rodeada por los cuerpos putrefactos de los camaradas caídos. Las comunicaciones también fueron un problema, ya que cada corredor enviado por Whittlesey, o bien se perdió o fue capturado por patrullas alemanas. El único modo confiable de comunicación con su base de operaciones era por medio de palomas mensajeras, pero esto consumía mucho tiempo, solo podían mandar mensajes, no podían recibirlos. Debido a esto, a veces, fueron bombardeados por proyectiles de artillería propios, ya que se desconocía la ubicación exacta del batallón hasta que una paloma mensajera logró llegar a retaguardia y se detuvo el bombardeo. Pese a esto, lograron mantener el terreno y causaron suficiente distracción para que otras unidades aliadas rompieran las líneas enemigas alemanas, lo que obligó a los alemanes a retirarse.

### Repercusiones
De los más de 500 soldados que entraron al bosque de Argonne, sólo 194 pudieron salir indemnes. El resto fueron muertos, desaparecidos, capturados, o heridos. El mayor Charles White Whittlesey, junto con varios otros oficiales recibieron la Medalla de Honor por sus valientes acciones. Whittlesey también fue reconocido siendo uno de los portadores (del féretro) en la ceremonia de inhumación de los restos del Soldado Desconocido. Sin embargo, parece que la experiencia de Argonne le afectó considerablemente. Whittlesey desapareció en 1921 de un barco en lo que se cree fue suicidio, y así fue reportado.
El exjugador profesional de béisbol Eddie Grant murió en una de las subsecuentes misiones en busca del batallón. Tenía una placa colocada en el jardín central en el estadio Polo Grounds en Nueva York en su honor.

### Menciones

#### Medalla de Honor
Charles White Whittlesey,
Nelson M. Holderman,
George G. McMurtry,
Alvin Jork

#### Cruz por Servicio Distinguido
William Begley, Raymond Blackburn, George W. Botelle, James W. Bragg, Clifford R. Brown, Philip "Zip" Cepaglia, William J. Cullen, James Dolan, Joseph Friel, Jack D. Gehris, Jeremiah Healey, Stanislaw Kosikowski, Abraham Krotoshinsky, Irving Louis Liner, Henry Miller, James J. Murphy, Holgar Peterson, Frank J. Pollinger, Harry Rogers, Haakon A. Rossum, Joseph C. Sauer, Gordon L. Schenck, Irving Sirota, Sidney Smith, Albert E. Summers and Charles W. Turner

## Descripción ficticia
- Un recuento del Batallón Perdido fue hecho en un film de 1919, El Batallón Perdido, dirigida por Burton L. King.

- A&E hizo en 2001 una película para televisión sobre la base de las hazañas del batallón durante el combate de Argonne durante la ofensiva de Meuse-Argonne en 1918 dirigida por Russell Mulcahy, también titulada El Batallón Perdido. El major Whittlesey fue representado por Rick Schroder.

- La campaña "Tierra de Nadie" para el juego de rol "La Llamada de Cthulhu" toma como punto de partida los hechos acaecidos a este batallón, poniendo a los jugadores en el papel de soldados pertenecientes al mismo.

- En 2016, el grupo de música Sabaton hizo una canción llamada The Lost Battalion que describía las penurias que experimentó el batallón en Argonne.